# Kleetzhöfe
Kleetzhöfe (oberfränkisch: Di Glieds) ist ein Gemeindeteil des Marktes Thurnau im Landkreis Kulmbach (Oberfranken, Bayern). Kleetzhöfe liegt in der Gemarkung Felkendorf.

## Geographie
Der Weiler liegt am Rande eines Hochplateaus, das Teil der Nördlichen Frankenalb ist. Im Nordwesten befindet sich die Anhöhe Zaunberg (556 m ü. NHN), im Südosten die Anhöhe Kleetz (561 m ü. NHN). Im Nordosten entspringt der Mutzenbach. Die Kreisstraße KU 7 führt an Poppenleithen vorbei zur Anschlussstelle 22 der Bundesautobahn 70 (2,4 km nördlich) bzw. nach Tannfeld (1,4 km südlich). Eine Gemeindeverbindungsstraße führt an Meißnersleithen vorbei nach Felkendorf zur Kreisstraße KU 17 (1,3 km nordöstlich).

## Geschichte
1392 wurde der Ort als „Klecz“ erstmals urkundlich erwähnt. Der Ortsname leitet sich vom Verb klēzen (mhd. für Holz spalten) ab. Demnach war es wohl ursprünglich ein Name eines Ortes, wo man gewohnheitsmäßig dieser Tätigkeit nachging.
Gegen Ende des 18. Jahrhunderts bestand Kleetzhöfe aus zwei Ganzhöfen. Das Hochgericht und die Grundherrschaft übte das Giech’sche Amt Thurnau aus.
Von 1797 bis 1810 unterstand der Ort dem Patrimonialgericht Thurnau. Mit dem Gemeindeedikt wurde Kleetzhöfe 1812 dem Steuerdistrikt Limmersdorf und 1818 der Ruralgemeinde Felkendorf zugewiesen.
1936 wurde beim Bau einer Straße von Thurnau nach Tannfeld das frühmittelalterliche Reihengräberfeld Kleetzhöfe mit 80 Gräbern aus dem 8. und 9. Jahrhundert entdeckt. Es ist das erste vollständig untersuchte Reihengräberfeld Oberfrankens.
Am 1. April 1971 wurde Felkendorf im Zuge der Gebietsreform in Bayern in die Gemeinde Limmersdorf eingegliedert, die am 1. Mai 1978 in den Markt Thurnau eingemeindet wurde.

### Baudenkmäler
- Zwei Steinkreuze

### Einwohnerentwicklung
| Jahr      | 001809 | 001818 | 001861 | 001871 | 001885 | 001900 | 001925 | 001950 | 001961 | 001970 | 001987 |
| Einwohner | 29     | 25     | 22     | 21     | 20     | 26     | 19     | 24     | 21     | 19     | 14     |
| Häuser    |        | 3      |        |        | 3      | 3      | 3      | 3      | 3      |        | 3      |
| Quelle    | [ 12 ] | [ 8 ]  | [ 13 ] | [ 14 ] | [ 15 ] | [ 16 ] | [ 17 ] | [ 18 ] | [ 19 ] | [ 20 ] | [ 1 ]  |

## Religion
Der Ort ist seit der Reformation evangelisch-lutherisch geprägt und nach St. Johannes der Täufer (Limmersdorf) gepfarrt.

## Funkturm

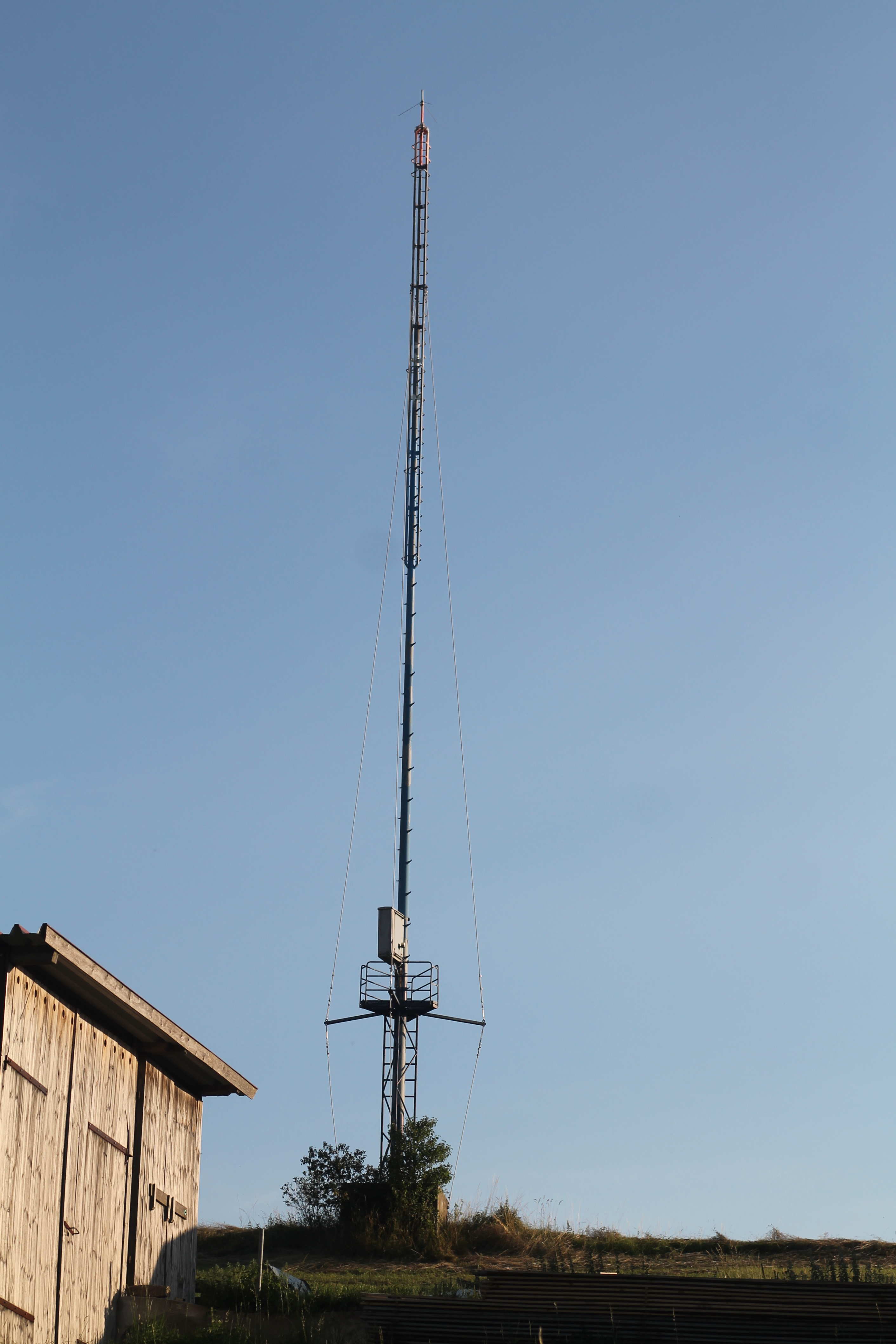
Funkturm Kleetzhöfe
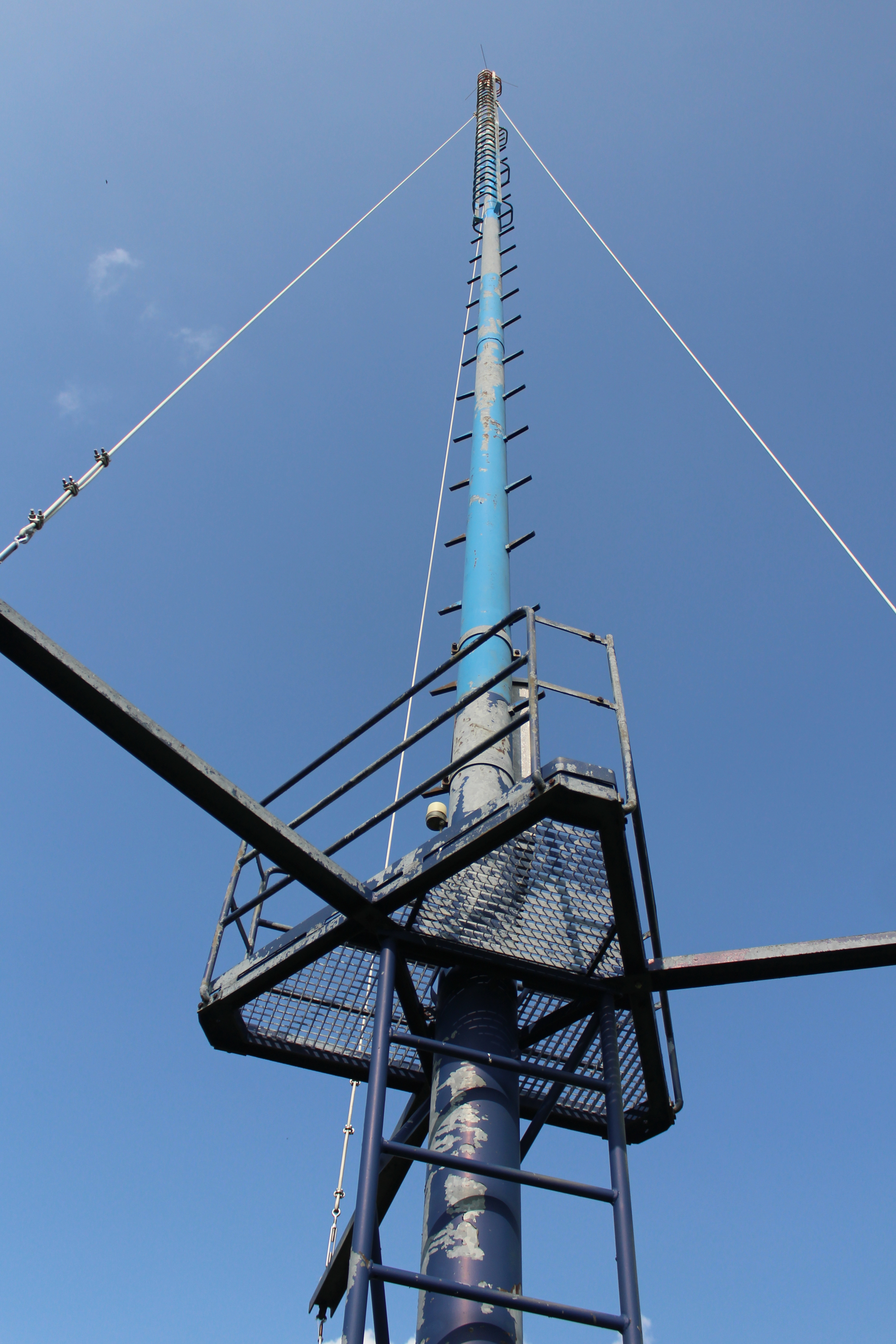
Funkturm Kleetzhöfe aus der Froschperspektive

Im Gemeindeteil befindet sich ein Funkturm.